# Amor mío (telenovela venezolana)
Amor Mío es una telenovela venezolana de 1997 que fue producida y difundida por Venevisión. Fue protagonizada por Astrid Gruber y Julio Pereira con la participación antagónica de la misma Astrid Gruber en un doble papel y Félix Loreto. La telenovela fue escrita por Isamar Hernández y Tabaré Pérez.

## Trama
Luis Fernando Alcántara, un joven ingeniero, apuesto y millonario, se casó con Verónica a pesar de la oposición de su familia, y muy especialmente de su abuela, Doña Enriqueta. La recia matriarca de los Alcántara domina las vidas de todos sus familiares, pero en esta ocasión no pudo imponer su voluntad. Luis Fernando, cegado por una pasión incontrolable, instaló a Veronica en la mansión Alcántara hace dos años, y Doña Enriqueta cedió ante los deseos de su nieto favorito. Pero hay algo en Verónica que inspira sospechas: su pasado es una hoja en blanco. Doña Enriqueta se propone descubrir quien es en realidad esta misteriosa muchacha, para desenmascararla y desilusionar a Luis Fernando. 
Doña Enriqueta está a punto de lograr su cometido cuando un accidente automovilístico causa la muerte de Verónica. Luis Fernando cae en una terrible depresión, y por más de un año lleva una vida vacía y mecánica... hasta el día en que conoce a Amada Briceño, que es una muchacha sencilla, bondadosa y tranquila, que vive feliz junto a su modesta familia. 
Cuando conoce a Luis Fernando, todo cambia en su vida: descubre la pasión verdadera, y se enamora perdidamente de él. Para Luis Fernando, Amada tiene un solo encanto: inexplicablemente, ella es idéntica a Verónica. Haber hallado a una mujer tan parecida a su esposa muerta es como un sueño hecho realidad, por lo que él se dedica de lleno a conquistar a Amada, y pronto se casan. Pero al regresar de su luna de miel, Amada descubre su gran parecido con Verónica y así entiende el verdadero motivo por el cual Luis Fernando se acercó a ella. Sin embargo, decide luchar contra ese fantasma, confiada de que su gran amor hará que él olvide el pasado. Pero el destino complica los planes de Amada, ya que le pone en su camino a la rival que nunca pensó tener: la propia Verónica, quien realmente no murió en el accidente y ahora regresa a reclamar su lugar como esposa de Luis Fernando. 
Además, trae con ella un oscuro pasado que debe ocultar a toda costa. A partir de ese momento comienza una serie de terribles intrigas que pondrán a prueba la cordura de Luis Fernando y la fortaleza espiritual de Amada, quien tendrá que enfrentarse a la implacable ambición de Verónica. Sin embargo, el amor que ha florecido entre Amada y Luis Fernando triunfará.

## Elenco
- Astrid Gruber es Amada Briceño/Verónica Alcántara (Protagonista y Villana Principal)
- Julio Pereira es Luis Fernando Alcántara.
- Félix Loreto es Mariano Fonseca (Villano Principal)
- Gabriel Fernández es Ricardo Cifuentes.
- Haydée Balza es Amalia de Cifuentes.
- Nury Flores es Doña Enriqueta Alcántara.
- Isabel Moreno es Carmen de Briceño.
- Mirtha Borges es Mercedes.
- Judith Vásquez es Mirna.
- Marcos Campos es Alberto.
- Niurka Acevedo es Carolina de Fonseca.
- Juan Frankis es Juan.
- Patricia Toffoli es Fanny
- Jose Zambrano es Lucho
- Carolina Gropusso es Alicia
- Jenny Noguera es Yuya.
- Eliseo Perera es Felipe.
- Bettina Grand es Ligia Cifuentes.
- Aitor Gaviria
- Carlos Carrero es Apolo
- Elena Dinisio es Leticia Alcántara.
- Roberto Colmenares es Tomás Cifuentes.
- Ana Massimo  es Margot.
- Carlos Omaña  es Vicente Briceño.
- Aura Rivas es Chichita.
- Carolina Motta es Cristina.
- Marco A. Casanova es Andrés Fonseca Alcántara.
- Winda Pierralt
- Asdrúbal Blanco es René.
- Johan Andrade  es Willy.
- Omar Omaña
- Fabiola Colmenares es Yolanda.
- Martha Carbillo